# 한국수소산업협회
한국수소산업협회는 대한민국 수소산업의 발달, 성공적인 수소경제시대 개막을 목적으로 2014년 3월 28일 설립된 협회이다. 사무국은 울산광역시 중구 다운동 421번지에 있다.